# Собор Почаївської Лаври (внутрішній вигляд)
Собор Почаївської Лаври (внутрішній вигляд) — картина 1846 року роботи Тараса Шевченка. Зображає внутрішній вигляд Успенського собору Почаївської лаври. Акварель зокрема дозволяє скласти певне уявлення про первісний рококовий головний вівтар собору, виготовлений Матвієм Полейовським і Василем Бернакевичем, нині втрачений (знищений духовенством Російської православної церкви).
Картину виконано на папері з параметрами 37,6×28,4. Справа внизу чорнилом підпис автора: Шевченко. На звороті ескіз до цього малюнка.
Попередні місця збереження:
- Музей української старовини В. В. Тарновського в Чернігові — № 156;
- Чернігівський обласний історичний музей;
- Галерея картин Т. Г. Шевченка у Харкові.

1929 року експонувався на виставці творів Тараса Шевченка у Чернігові.